# Nathanaël Berthon
Nathanaël Berthon (Romagnat, 1989. július 1. –) francia autóversenyző.

## Pályafutása

### Alacsonyabb Formula-osztályok
2010-ben kezdett formula autózni a Formula Renault 3.5-ös sorozataban. Az első szezonjában a tabella 7. helyén zárt 60 ponttal és egy győzelemmel.
A 2011-es szezont a 13. helyen zárta. A legjobb eredménye egy harmadik hely volt a Silverstone-i 2. versenyen.
Pályafutását a Formula–1 előszobájában, a GP2-ben folytatta. 2012-től 2015-ig volt a sorozat tagja. Komolyabb eredményeket nem ért el. A legjobbja a 2012-es összetett bajnokságon elért 12. pozíció. Egy győzelmet szerzett, a 2013-as magyar nagydíj sprintversenyét tudta megnyerni. Összesen pedig négyszer állt dobogón a 4 év alatt.

### Le Mans-i 24 órás autóverseny
Többször indult a Le Mans-i 24 órás versenyen. Első versenye nem alakult jól mert, mindössze 73 kör megtétele után kiesett. A legjobb eredményét a 2019-es futamon érte el, ahol az LMP1-es kategóriában összetettben és kategóriában is 5. lett.

### Túraautó-világkupa
2018-ban az újjáalakuló túraautó-világkupában versenyzett a belga Comtoyou Racing színeiben. Az évben egy dobogót szerzett. A kínai, wuhani 2. versenyen állt fel a dobogó legalsó fokára. Két versenyen indult a TCR Európa-kupában is. 
2019-re nagyon korán jelentették be az Audi pilóták névsorát, de később a gyártókorlát miatt nem maradt helye a szériában.
2020-ra ismét változtattak a nevezési listára vonatkozó formátumokon, így lehetővé tették Berthon visszatérését is. Korábbi gárdája a Comtoyou Racing DHL Team Audi Sport versenyzője lett. Szlovákiában dupla pole-pozíciót ünnepelhetett, valamint első győzelmét is megszerezte az első versenyen.

## Eredményei

### Teljes Formula Renault 3.5 Series eredménylistája
(Táblázat értelmezése)

(Félkövér: pole-pozícióból indult; dőlt: leggyorsabb kört futott) 

| Év   | Csapat       | 1        | 2       | 3        | 4        | 5        | 6        | 7        | 8        | 9        | 10       | 11       | 12      | 13      | 14       | 15       | 16      | 17       | Helyezés | Pont |
| ---- | ------------ | -------- | ------- | -------- | -------- | -------- | -------- | -------- | -------- | -------- | -------- | -------- | ------- | ------- | -------- | -------- | ------- | -------- | -------- | ---- |
| 2010 | Draco Racing | ALC 1 Ki | ALC 2 3 | SPA 1 Ki | SPA 2 10 | MON 1 Ki | BRN 1 8  | BRN 2    | MAG 1 9  | MAG 2 1  | HUN 1 Ki | HUN 2 13 | HOC 1 9 | HOC 2 3 | SIL 1 Ki | SIL 2 Ki | CAT 1 6 | CAT 2 12 | 7.       | 60   |
| 2011 | ISR Racing   | ALC 1 12 | ALC 2 8 | SPA 1 14 | SPA 2 16 | MNZ 1 Ki | MNZ 2 Ki | MON 1 10 | NÜR 1 Ki | NÜR 2 Ki | HUN 1 9  | HUN 2 10 | SIL 1 4 | SIL 2 3 | LEC 1 14 | LEC 2 14 | CAT 1 9 | CAT 2 Ki | 13.      | 37   |

### Teljes GP2 Asia Series eredménylistája
(Táblázat értelmezése)

(Félkövér: pole-pozícióból indult; dőlt: leggyorsabb kört futott) 

| Év   | Csapat             | 1          | 2          | 3          | 4          | Helyezés | Pont |
| ---- | ------------------ | ---------- | ---------- | ---------- | ---------- | -------- | ---- |
| 2011 | Racing Engineering | YMC FEA Ki | YMC SPR 14 | IMO FEA Ki | IMO SPR 13 | 23.      | 0    |

### Teljes GP2-es eredménylistája
(Táblázat értelmezése)

(Félkövér: pole-pozícióból indult; dőlt: leggyorsabb kört futott) 

| Év   | Csapat               | 1           | 2          | 3           | 4           | 5           | 6           | 7          | 8          | 9          | 10         | 11         | 12         | 13         | 14         | 15         | 16         | 17         | 18          | 19         | 20         | 21          | 22         | 23         | 24         | Helyezés | Pont |
| ---- | -------------------- | ----------- | ---------- | ----------- | ----------- | ----------- | ----------- | ---------- | ---------- | ---------- | ---------- | ---------- | ---------- | ---------- | ---------- | ---------- | ---------- | ---------- | ----------- | ---------- | ---------- | ----------- | ---------- | ---------- | ---------- | -------- | ---- |
| 2012 | Racing Engineering   | SEP FEA 11  | SEP SPR 8  | BHR1 FEA 21 | BHR1 SPR Ki | BHR2 FEA 12 | BHR2 SPR 10 | CAT FEA 5  | CAT SPR 2  | MON FEA 9  | MON SPR 7  | VAL FEA 6  | VAL SPR 5  | SIL FEA 12 | SIL SPR 14 | HOC FEA 15 | HOC SPR 9  | HUN FEA 7  | HUN SPR 2   | SPA FEA 14 | SPA SPR 19 | MNZ FEA 15  | MNZ SPR 15 | MRN FEA 10 | MRN SPR 15 | 12.      | 60   |
| 2013 | Trident              | SEP FEA Ki  | SEP SPR 21 | BHR FEA 17  | BHR SPR 22  | CAT FEA Ki  | CAT SPR 23  | MON FEA Ki | MON SPR 21 | SIL FEA 20 | SIL SPR Ki | NÜR FEA 17 | NÜR SPR 15 | HUN FEA 8  | HUN SPR 1  | SPA FEA 22 | SPA SPR 13 | MNZ FEA Ki | MNZ SPR 21  | MRN FEA Ki | MRN SPR 10 | YMC FEA 18† | YMC SPR 13 |            |            | 20.      | 21   |
| 2014 | Venezuela GP Lazarus | BHR FEA 23† | BHR SPR 17 | CAT FEA Ki  | CAT SPR Ki  | MON FEA 17  | MON SPR 12  | RBR FEA 22 | RBR SPR 25 | SIL FEA 17 | SIL SPR 12 | HOC FEA 8  | HOC SPR 17 | HUN FEA 8  | HUN SPR 4  | SPA FEA 22 | SPA SPR 15 | MNZ FEA 13 | MNZ SPR 19† | SOC FEA 10 | SOC SPR 9  | YMC FEA 15  | YMC SPR 13 |            |            | 20.      | 17   |
| 2015 | Daiko Team Lazarus   | BHR FEA 7   | BHR SPR 3  | CAT FEA 20  | CAT SPR 12  | MON FEA 17  | MON SPR 15  | RBR FEA Ki | RBR SPR 17 | SIL FEA Ki | SIL SPR 21 | HUN FEA 14 | HUN SPR 11 | SPA FEA 7  | SPA SPR 7  | MNZ FEA    | MNZ SPR    | SOC FEA 14 | SOC SPR 19  | BHR FEA 11 | BHR SPR Ki | YMC FEA 10  | YMC SPR T  |            |            | 16.      | 27   |

### Teljes Formula–E eredménylistája
(Táblázat értelmezése)

(Félkövér: pole-pozícióból indult; dőlt: leggyorsabb kört futott) 

| Év      | Csapat     | 1     | 2      | 3      | 4   | 5   | 6   | 7   | 8   | 9   | 10  | Helyezés | Pont |
| ------- | ---------- | ----- | ------ | ------ | --- | --- | --- | --- | --- | --- | --- | -------- | ---- |
| 2015–16 | Team Aguri | BEI 8 | PUT 15 | PDE 14 | BUE | MEX | LBH | PAR | BER | LON | LON | 17.      | 4    |

† FanBoost

### Le Mans-i 24 órás autóverseny
| Év   | Csapat                    | Csapattárs                        | Autó                    | Kategória | Kör | Összetett Helyezés | Kategória Helyezés |
| ---- | ------------------------- | --------------------------------- | ----------------------- | --------- | --- | ------------------ | ------------------ |
| 2014 | Murphy Prototypes         | Rodolfo González Karun Chandhok   | Oreca 03R - Nissan      | LMP2      | 73  | Kiesett            | Kiesett            |
| 2015 | Murphy Prototypes         | Mark Patterson Karun Chandhok     | Oreca 03R - Nissan      | LMP2      | 347 | 13.                | 5.                 |
| 2016 | Greaves Motorsport        | Julien Canal Memo Rojas           | Ligier JS P2 - Nissan   | LMP2      | 348 | 10.                | 6.                 |
| 2017 | Panis Barthez Competition | Fabien Barthez Timothé Buret      | Ligier JS P217 - Gibson | LMP2      | 296 | Kiesett            | Kiesett            |
| 2018 | DragonSpeed               | Roberto González Pastor Maldonado | Oreca 07 - Gibson       | LMP2      | 360 | 9.                 | 5.                 |
| 2019 | Rebellion Racing          | Gustavo Menezes Thomas Laurent    | Rebellion R13 - Gibson  | LMP1      | 370 | 5.                 | 5.                 |
| 2020 | Rebellion Racing          | Louis Delétraz Romain Dumas       | Rebellion R13 - Gibson  | LMP1      | 381 | 4.                 | 4.                 |
| 2023 | Glickenhaus Racing        | Esteban Gutiérrez Franck Mailleux | Glickenhaus 007 LMH     | Hypercar  | 333 | 7.                 | 7.                 |

### Teljes FIA World Endurance Championship eredménysorozata
(Táblázat értelmezése)

(Félkövér: pole-pozícióból indult; dőlt: leggyorsabb kört futott) 

| Év      | Csapat           | Osztály | Kasztni       | Motor                 | 1     | 2     | 3   | 4   | 5   | 6     | 7      | 8     | 9   | Helyezés | Pont |
| ------- | ---------------- | ------- | ------------- | --------------------- | ----- | ----- | --- | --- | --- | ----- | ------ | ----- | --- | -------- | ---- |
| 2014    | Kodewa Lotus     | LMP1    | CLM P1/01     | AER P60 Turbo V6      | SIL   | SPA   | LMS | COA | FUJ | SHA   | BHR Ki | SÃO   |     | 28.      | 0    |
| 2016    | G-Drive Racing   | LMP2    | Oreca 05      | Nissan 4.5 L V8       | SIL 3 | SPA 5 | LMS | NÜR | MEX | COA   | FUJ    | SHA   | BHR | 22.      | 27   |
| 2018–19 | DragonSpeed      | LMP2    | Oreca 07      | Gibson GK428 4.2 L V8 | SPA 5 | LMS 3 | SIL | FUJ | SHA |       |        |       |     | 12.      | 34   |
| 2018–19 | Rebellion Racing | LMP1    | Rebellion R13 | Gibson GL458 4.5 L V8 |       |       |     |     |     | SEB 7 | SPA 2  | LMS 5 |     | 9.       | 51   |
| 2019–20 | Rebellion Racing | LMP1    | Rebellion R13 | Gibson GL458 4.5 L V8 | SIL 3 | FUJ   | SHA | BHR | SAO | SEB   | SPA    | LMS 4 |     | HN‡      | 0‡   |

### Teljes WTCR-es eredménysorozata
| Év   | Csapat                       | Autó                     | 1   | 1   | 1   | 2   | 2   | 2   | 3   | 3   | 3   | 4   | 4   | 4   | 5   | 5   | 5   | 6   | 6   | 6   | 7   | 7   | 7   | 8   | 8   | 8   | 9   | 9   | 9   | 10  | 10  | 10  | Helyezés | Pont |
| 2018 | Comtoyou Racing              | Audi RS 3 LMS TCR        | MAR | MAR | MAR | HUN | HUN | HUN | GER | GER | GER | NED | NED | NED | POR | POR | POR | SVK | SVK | SVK | CHN | CHN | CHN | WUH | WUH | WUH | JPN | JPN | JPN | MAC | MAC | MAC | 15.      | 79   |
| ---- | ---------------------------- | ------------------------ | --- | --- | --- | --- | --- | --- | --- | --- | --- | --- | --- | --- | --- | --- | --- | --- | --- | --- | --- | --- | --- | --- | --- | --- | --- | --- | --- | --- | --- | --- | -------- | ---- |
| 2018 | Comtoyou Racing              | Audi RS 3 LMS TCR        | 12  | 15  | Ki  | 11  | 14  | 16  | 20  | 8   | 5   | 9   | 15  | 11  | 8   | Ki  | Ki  | 10  | 12  | Ki  | Ki  | 8   | 8   | 8   | 3   | 5   | 12  | 17  | 20† | 19  | 7   | 9   | 15.      | 79   |
|      |                              |                          | 1   | 1   | 2   | 2   | 3   | 3   | 3   | 4   | 4   | 4   | 5   | 5   | 5   | 6   | 6   | 6   |     |     |     |     |     |     |     |     |     |     |     |     |     |     |          |      |
| 2020 | Comtoyou DHL Team Audi Sport | Audi RS 3 LMS TCR        | BEL | BEL | GER | GER | SVK | SVK | SVK | HUN | HUN | HUN | ESP | ESP | ESP | ARA | ARA | ARA |     |     |     |     |     |     |     |     |     |     |     |     |     |     | 8.       | 148  |
| 2020 | Comtoyou DHL Team Audi Sport | Audi RS 3 LMS TCR        | 9   | 141 | 12  | 12  | 1   | Ki  | 21  | 12  | 11  | 11  | 12  | 4   | 4   | 4   | Hn  | 83  |     |     |     |     |     |     |     |     |     |     |     |     |     |     | 8.       | 148  |
|      |                              |                          | 1   | 1   | 2   | 2   | 3   | 3   | 4   | 4   | 5   | 5   | 6   | 6   | 7   | 7   | 8   | 8   | 9   | 9   |     |     |     |     |     |     |     |     |     |     |     |     |          |      |
| 2021 | Comtoyou DHL Team Audi Sport | Audi RS 3 LMS TCR (2021) | GER | GER | POR | POR | ESP | ESP | HUN | HUN | CZE | CZE | FRA | FRA | ITA | ITA | RUS | RUS |     |     |     |     |     |     |     |     |     |     |     |     |     |     | 13.      | 114  |
| 2021 | Comtoyou DHL Team Audi Sport | Audi RS 3 LMS TCR (2021) | 11  | 6   | 11  | 12  | 43  | 5   | Ki  | 12  | Ki3 | 5   | 11  | 10  | 21  | 14  | 45  | 34  |     |     |     |     |     |     |     |     |     |     |     |     |     |     | 13.      | 114  |
| 2022 | Comtoyou DHL Team Audi Sport | Audi RS 3 LMS TCR (2021) | FRA | FRA | GER | GER | HUN | HUN | ESP | ESP | POR | POR | ITA | ITA | ALS | ALS | BHR | BHR | KSA | KSA |     |     |     |     |     |     |     |     |     |     |     |     | 3.       | 240  |
| 2022 | Comtoyou DHL Team Audi Sport | Audi RS 3 LMS TCR (2021) | 163 | 4   | T   | T   | 3   | 12  | 42  | 8   | 10  | Ki  | 9   | 2   | 12  | 8   | 32  | 5   | 1   | Ki  |     |     |     |     |     |     |     |     |     |     |     |     | 3.       | 240  |

† A versenyt nem fejezte be, de helyezését értékelték, mivel teljesítette a futam 75%-át.

### Teljes TCR Európa-kupa eredménysorozata
|  |  |  |  |  |  |  |  |  |  |  |  | Ki | Ki |

† A versenyt nem fejezte be, de helyezését értékelték, mivel teljesítette a futam 75%-át.